# Jim Diamond
James 'Jim' Diamond (Glasgow, Escòcia, 28 de setembre de 1951-Londres, Anglaterra, 8 d'octubre de 2015) va ser un cantant de pop britànic.

## Carrera
Diamond és més conegut pels seus èxits musicals: I Won't Let You Down (1982) com a líder del trio Ph.D., amb Tony Hymas i Simon Phillips i la seva cançó en solitari «I Should Have Known Better». Aquesta última cançó, una balada editada el 1984, obté un gran èxit, no només en el Regne Unit (on va ser nº1) com en tota a Europa sinó en la resta del món. Aquesta cançó va ser gravada anteriorment per The Beatles en 1964, on és clàssica l'entrada de la melodia amb el so de l'harmònica tocada per John Lennon. Un altre succés va ser la cançó «Hi Ho Silver» per a una sèrie televisiva de 1986, que va aconseguir el n.º5 en els tops de britànic Per la seva veu va ser usada per a altres cançons populars d'altres artistes, especialment de col·laboracions tals com «Sailing» de la banda Rock Against Repatriation, «You'll Never Walk Alone» amb la banda The Crowd i «Let It Be» amb Ferri Aid.

### Els seus primers temps
Va iniciar la seva carrera musical a l'edat de quinze anys amb la banda formada per ell de nom The Method. Això va ser descobert a causa d'una entrevista recent amb Jim Diamond en Chatshow.net Arxivat 2007-10-07 a Wayback Machine..
Més tard va ser per diverses gires a Europa amb una altra banda Gully Foyle. Gravaçõés rares  Arxivat 2011-07-16 a Wayback Machine. les seves na banda Gully Foyle Arxivat 2011-07-16 a Wayback Machine. obres van ser recentment descobertes per Internet.
Diamond seria més tard descobert per Alexis Korner considerat en "Ídol dels Blues Britànic", estant en la banda de Korner un parell d'anys. Diamond va ser part de cors de moltes cançons de Korner, i apareix en l'àlbum The Lost Album d'aquell artista.
En 1976, va deixar Korner per formar la banda Bandit, una banda formada per diversos membres entre els quals Cliff Williams que formaria més tard parteix de la banda AC/DC. Va ser un grup reeixit, perquè el punk dominava en aquesta altura, ja que ells no pertanyien al gènere musical.
Diamond es va traslladar a Los Angeles on formaria el duo de Slick Diamond amb Earl Slick.

### Dècada de 1980
L'any 1982 torna al gran públic, quan va formar la banda Ph.D (Phillips, Hymas i Diamond), Diamond era el vocalista, Tony Hymas era pianista i teclats i Simon Phillips era el bateria. La banda va signar un contracte amb la gravadora/editora WEA Records i el seu major succés (va vendre milions de còpies) era I Won't Let You Down. Una cançó va ser un enorme èxit i es va convertir en un clàssic i diverses vegades va ser tocat en diverses estacions de ràdio per altres països.
En 1984, va publicar un disc en solitari, I Should Have Known Better. Al maig de 1986, va aconseguir al nº5 del Regne Unit gràcies al tema «Hi Ho Silver» per a la sèrie televisiva Boon. Diamond no compon el tema especialment per a la referida sèrie, però havia estat dedicada al seu pare que havia mort l'any anterior.

### Temps recents
En 2005, Diamond va publicar el seu primer àlbum d'estudi en onze anys, titulat Souled and Healed. Els dos singles principals d'aquest àlbum van ser 'When You Turn' i 'Blue Shoes'.

## Discografia

### Àlbums
| Any  | Àlbum (gravadora)                     |
| ---- | ------------------------------------- |
| 1985 | Double Crossed (A&M)                  |
| 1986 | Desire for Freedom (A&M)              |
| 1988 | Jim Diamond (Teldec)                  |
| 1993 | Jim Diamond (Polydor)                 |
| 1994 | Sugarolly Days                        |
| 2001 | Jim Diamond - Best Of, The (Spectrum) |
| 2005 | Souled and Healed (Hypertension)      |

## Singles
| Any  | Títol (gravadora)                            |
| ---- | -------------------------------------------- |
| 1976 | Clean Up The City/Back On The Line (Bradley) |
| 1984 | I Should Have Known Better (A&M)             |
| 1985 | I Sleep Alone At Night (A&M)                 |
| 1986 | Hi Ho Silver (A&M)                           |
| 1986 | Young Love (Carry M'Away) (A&M)              |
| 1988 | Broadway (Teldec)                            |
| 1993 | Not Man Enough (Polydor)                     |
| 1994 | Caledònia (Heartland)                        |
| 2005 | When You Turn (Hypertension)                 |
| 2006 | Blue Shoes (Hypertension)                    |

## Altres enregistraments
| Any  | Títol (gravadora)                              |
| ---- | ---------------------------------------------- |
| 1977 | Ohio (com Bandit) (Aresta Records)             |
| 1981 | I Won't Let You Down (With Ph.D) (WEA Records) |
| 1982 | I Didn't Know (com Ph.D) (WEA Records)         |
| 1984 | Do They Know It's Christmas (Band Aid)         |
| 1985 | You'll Never Walk Alone (com Crowd)            |
| 1987 | Let It Be (com Ferri Aaneu)                    |
| 1990 | Sailing (Rock Against Repatriation)            |